# Európai Zöld Párt
Az Európai Zöld Párt (EZP, angol rövidítése: EGP) az Európai Unió egyik pártja. Az Európai Zöld Párt 2004-es megalapítása előtt Európa Zöld pártjai nem rendelkeztek ernyőszervezettel. 2004. február 21-én megalapították a pártot. Központja Brüsszelben van. Hivatalos színük a zöld és a sárga. Szóvivőjük Mélanie Vogel és Thomas Waitz. A zöld politika nyomvonalán haladnak, fontos számukra a környezetvédelem, a környezettudatos viselkedés, a szociális igazságosság, az egyén szabadsága, a fenntartható fejlődésre építik a gazdaságot a következő generációknak megőrizve a bolygó jelenlegi állapotát. 2004-ben Monica Frassoni és Daniel Cohn-Bendit voltak a vezetők, 2009-től Rebecca Harms és Daniel Cohn-Bendit vezette az Európai Zöld Pártot.
A 2004-es európai parlamenti választásokon a párt 35 európai parlamenti képviselőt delegált, a 2009-es európai parlamenti választással 46-ra emelkedett az Európai Zöld Párt delegációja.

## Pártok

Pártok

A 2018-as helyzet szerint:
| Ország vagy régió                    | Név (eredeti nyelven)                              | Név (magyarul)                     | Állapot     | Tagviszony kezdete |
| ------------------------------------ | -------------------------------------------------- | ---------------------------------- | ----------- | ------------------ |
| Albánia                              | Partia e Gjelber                                   | Zöld Párt                          | tag         | 2008               |
| Andorra                              | Els Verds d'Andorra                                | Andorra Zöldjei                    | tag         | 2010               |
| Anglia és Wales                      | Green Party of England and Wales                   | Anglia és Wales Zöld Pártja        | tag         | 1993               |
| Ausztria                             | Die Grünen                                         | A Zöldek                           | tag         | 1993               |
| Azerbajdzsán                         | Azərbaycan Yaşıllar Partiyası                      | Azerbajdzsán Zöld Párt             | társult tag | 2012               |
| Belarusz                             | Bielaruskaja Partyja "Zialonye"                    | Belarusz Zöld Párt                 | társult tag | 2013               |
| Belgium Flandria területe            | Groen!                                             | Zöld!                              | tag         | 1993               |
| Belgium francia/német nyelvközössége | Ecolo                                              | Ecolo                              | tag         | 1993               |
| Bulgária                             | Зелена партия                                      | Zöld Párt                          | tag         | 1993               |
| Bulgária                             | Зелените                                           | A Zöldek                           | tag         | 2013               |
| Ciprus                               | Κίνημα Οικολόγων Περιβαλλοντιστών                  | Ökológiai és Környezeti Mozgalom   | tag         | 1993               |
| Csehország                           | Strana zelených                                    | Zöld Párt                          | tag         | 1997               |
| Dánia                                | Socialistisk Folkeparti                            | Szocialista Néppárt                | tag         | 2014               |
| Dél-Tirol                            | Verdi-Grüne-Vërc                                   | Zöldek                             | tagjelölt   | 2017               |
| Észtország                           | Eestimaa Rohelised                                 | Észt Zöldek                        | tag         | 1993               |
| Finnország                           | Vihreät - De Gröna                                 | Zöld Liga                          | tag         | 1993               |
| Franciaország                        | Europe Écologie-Les Verts                          | A Zöldek                           | tag         | 1993               |
| Görögország                          | Οικολόγοι Πράσινοι                                 | Ökológus Zöldek                    | tag         | 1994               |
| Grúzia                               | საქართველოს მწვანეთა პარტია                        | Grúziai Zöldek                     | tag         | 1993               |
| Hollandia                            | GroenLinks                                         | ZöldBal                            | tag         | 1993               |
| Horvátország                         | ORaH                                               | ORaH                               | tagjelölt   | 2014               |
| Írország                             | Comhaontas Glas                                    | Zöld Párt                          | tag         | 1993               |
| Lengyelország                        | Zieloni                                            | Zöldek                             | tag         | 2005               |
| Lettország                           | Latvijas Zaļā Partija                              | Lett Zöld Párt                     | tag         | 2001               |
| Luxembourg                           | Déi Gréng                                          | A Zöldek                           | tag         | 1993               |
| Magyarország                         | LMP                                                | Lehet Más a Politika               | tag         | 2011               |
| Málta                                | Alternattiva Demokratika                           | Demokratikus Alternatíva           | tag         | 1993               |
| Moldova                              | Partidul Verde Ecologist                           | Zöld Ökológus Párt                 | tag         | 2008               |
| Németország                          | Bündnis 90/Die Grünen                              | Szövetség ’90/A Zöldek             | tag         | 1993               |
| Norvégia                             | Miljøpartiet De Grønne                             | A Zöldek Környezeti Pártja         | tag         | 1993               |
| Olaszország                          | Federazione dei Verdi                              | Zöldek Szövetsége                  | tag         | 1993               |
| Portugália                           | Partiod Ecologista - Os Verdes                     | A Zöldek                           | tag         | 1993               |
| Románia                              | Partidul Verde                                     | Zöld Párt                          | tag         | 1999               |
| Oroszország                          | Зеленая Россия                                     | Zöld Oroszország                   | társult tag | 2013               |
| Oroszország                          | Groza                                              | Groza                              | társult tag | 2016               |
| Skócia                               | Scottish Green Party                               | Skót Zöld Párt                     | tag         | 1994               |
| Szlovénia                            | Stranka mladih - Zeleni Evrope                     | Ifjúsági Párt - Európai Zöldek     | tag         | 2006               |
| Spanyolország                        | EQUO                                               | EQUO                               | tag         | 2016               |
| Spanyolország                        | Iniciativa per Catalunya Verds                     | Katalónia Zöldjeiért Kezdeményezés | tag         | 2006               |
| Svédország                           | Miljöpartiet de Gröna                              | A Zöldek Környezeti Pártja         | tag         | 1993               |
| Svájc                                | Grüne / Les Verts / La Verda / Verdi               | A Zöldek                           | tag         | 1993               |
| Törökország                          | Yeşiller                                           | Zöldek                             | tagjelölt   | 2012               |
| Ukrajna                              | Партія Зелених України (Partija Zelenych Ukrajiny) | Ukrajna Zöld Pártja                | tag         | 1993               |

Forrás: Európai Zöld Párt 